# Distrito electoral de Jacksonville n.º 15
Jacksonville No. 15 (en inglés: Jacksonville No. 15 Precinct) es un distrito electoral ubicado en el condado de Morgan en el estado estadounidense de Illinois. En el Censo de 2010 tenía una población de 1254 habitantes y una densidad poblacional de 1.186,7 personas por km².

## Geografía
Jacksonville n.º 15 se encuentra ubicado en las coordenadas 39°44′18″N 90°15′29″O / 39.73833, -90.25806. Según la Oficina del Censo de los Estados Unidos, Jacksonville n.º 15 tiene una superficie total de 1.06 km², de la cual 1.06 km² corresponden a tierra firme y (0%) 0 km² es agua.

## Demografía
Según el censo de 2010, había 1254 personas residiendo en Jacksonville n.º 15. La densidad de población era de 1.186,7 hab./km². De los 1254 habitantes, Jacksonville n.º 15 estaba compuesto por el 87.8% blancos, el 8.61% eran afroamericanos, el 0.16% eran amerindios, el 1.44% eran asiáticos, el 0% eran isleños del Pacífico, el 1.04% eran de otras razas y el 0.96% pertenecían a dos o más razas. Del total de la población el 5.42% eran hispanos o latinos de cualquier raza.